# B.Delta
B.Delta bezeichnet eine Serie von Massengutfrachtern, die in verschiedenen Ausführungen auf chinesischen Werften gebaut wurden.

## Geschichte
Der Schiffstyp wurde vom finnischen Schiffsarchitekturbüro Deltamarin entworfen und wird in erster Linie vom französischen Schiffsmakler Barry Rogliano Salles vermarktet. Aus den Namen der beiden Unternehmen ergibt sich die Typenbezeichnung: „B“ steht dabei für Barry Rogliano Salles und „Delta“ für Deltamarin. Die Zahlenangaben in den Typenbezeichnungen beziehen sich auf die Tragfähigkeit der Schiffe.
Ziel des Mitte der 2000er-Jahre begonnenen Projektes war es, einen Schiffstyp zu entwickeln, der möglichst energieeffizient betrieben werden kann. Die Wahl fiel dabei auf den Entwurf eines Massengutfrachtschiffstyps der Größenklassen Handysize bzw. Handymax, weil es hierfür einen großen Markt gibt und Massengutfrachter zu der Zeit auf chinesischen Werften wettbewerbsfähig gebaut werden konnten (damals galten japanische Werften als führend bei der Entwicklung und dem Bau von Handysize-Massengutfrachtern). Der Entwurf wurde später auf die Größenklassen Kamsarmax und Capesize erweitert.
Die Schiffe können unter anderem mit unterschiedlichen Laderaumkonfigurationen, als Selbstlöscher oder als Große-Seen-Schiff gebaut werden.

## Schiffstypen
- B.Delta25
- B.Delta26LNG
- B.Delta37
- B.Delta43
- B.Delta64
- B.Delta68
- B.Delta82
- B.Delta210

Die Schiffe der B.Delta-Serie wurden für verschiedene Reedereien gebaut. Als erfolgreichster Typ der Serie gilt der Typ B.Delta37. Dieser wurde in großer Stückzahl gebaut.